# Hlebine
Hlebine – wieś w Chorwacji, w żupanii kopriwnicko-kriżewczyńskiej, w gminie Hlebine. W 2011 roku liczyła 1155 mieszkańców.